# The Girl from Missouri
The Girl from Missouri és una pel·lícula estatunidenca dirigida per Jack Conway, estrenada el 1934.

## Argument
Eadie fuig amb la seva amiga Kitty del domicili familiar (la seva mare i el seu sogre tenen un desgraciat cafè-ball) per provar sort a Nova York, on aconsegueix un paper de "corista". Ambiciona casar-se amb un home ric i aviat coneix Frank Cousins que intenta suïcidar-se...

## Repartiment
- Jean Harlow: Eadie Chapman
- Lionel Barrymore: T.R. Paige
- Franchot Tone: Tom R. Paige Jr.
- Lewis Stone: Frank Cousins
- Alan Mowbray: Lord Douglas
- Clara Blandick: La Srta. Newberry
- Hale Hamilton: Charlie Turner
- Henry Kolker: El senador Ticombe
- Nat Pendleton: L'amo-nadador
- Charles Williams
- Alice Lake

## Crítica
En ocasió d'una difusió televisada de la pel·lícula el 1987, Patrick Brion escrivia a Télérama: "Mentre que algunes de les pel·lícules de Jean Harlow contribueixen o bé a donar-li un paper de composició, o bé a reforçar la parella prestigiosa que forma amb Clark Gable, «The Girl from Missouri» és completament centrat en ella. És ella - i ella sola – l'estrella d'aquesta brillant i deliciosament amoral crònica de costums que descriu els esforços de la jove i rossa Eadie per seduir - i casar-se – amb un d'aquests multimilionaris que turmenten els somnis dels «buscadors d'or» de la seva espècie. Al voltant d'ella, una magnífica galeria d'homes, més o menys joves però tots afortunats. Servida per un destacable guió d'Anita Loos i John Emerson, Jean Harlow té aquí un dels seus grans papers i caldria haver-la vist de sobte en roba interior i cridant Lionel Barrymore «Daddy» o arborant una fascinant samarreta blanca que curiosament no va espantar els censors de l'època. Apassionant reflex d'una Amèrica que intenta oblidar la crisi econòmica que l'acaba de sacsejar, aquesta pel·lícula permet gaudir de Jean Harlow en tota la seva esplendor. És una raó per no perdre-se-la".